# Jean-Pierre Maurice de Rochon
Pour les articles homonymes, voir Rochon.
Jean-Baptiste Pierre Maurice de Rochon, né le 29 mars 1749 à Brest et mort le 20 février 1796 à Bastia, est un général de brigade de la Révolution française.
Il est le frère de l’Astronome Alexis-Marie de Rochon.

## États de service
Il est nommé colonel le 14 juin 1793, au 26e régiment d’infanterie de ligne et est promu général de brigade provisoire en décembre 1793 en Corse.
Il quitte le service le 8 septembre 1794 et meurt en 1796 à Bastia.

## Sources
- (en) « Generals Who Served in the French Army during the Period 1789 - 1814: Eberle to Exelmans »
- (pl) « Napoléon.org.pl »